# Epistemologia platônica
A epistemologia platônica sustenta que o conhecimento é inato, de tal modo que a aprendizagem seria o desenvolvimento das idéias escondidas na alma, que aflorariam como resultado de um interrogatório amistoso.  Platão acreditava que a alma existia antes do nascimento sob a "forma de Deus", com perfeito conhecimento de tudo. Assim, quando algo é aprendido, na verdade é apenas "lembrado".